# Ultraman Mebius Nebengeschichte: Hikari Saga
Ultraman Mebius Nebengeschichte: Hikari Saga(Japanisch:ウルトラマンメビウス外伝 ヒカリサーガ) ist eine japanische direkt-zu-video Webserie, die von FELT'S Square, dem ersten Internetfernsehen Lieferdienst von Japan gestartet ist. Die Webserie war vom 30. Juni 2006 bis zum 31. März 2007 zu sehen, während die DVD-Veröffentlichung der Miniserie unter dem Label Bandai Visual verfügbar ist.
Die Serie ist ein Ableger zu 2006er Ultraserie Ultraman Mebius. Hauptfigur ist Ultraman Hikari, der zweite Ultra-Krieger der Show während seiner Zeit im Weltraum. Die Serie hatte auch den Digital Content Prize des Encouragement Award des ATP Awards TV Grand Prix 2006 gewonnen.

## Zusammenfassung

### SAGA 1: Tragödie über Aarb
Tragödie über Aarb (Japanisch:アーブの悲劇)
fand vor Episode 5 der Serie statt und wird aus Hikaris Rückblende erzählt.
Hikari war einst ein namenloser Ultraman, der als Wissenschaftler für das Land des Lichts arbeitete. Er reiste zum Planeten Aarb, einem friedlichen Planeten, der schon lange keinen Konflikt mehr gekannt hatte, um seine Umgebung zu studieren. Nach der Landung wurde er von den Bewohnern des Planeten herzlich begrüßt, und einige von ihnen verschmolzen zu einem einzigartigen Wesen als Kommunikationsmittel. Durch die Evolution hatten sich die Bewohner des Menschen assimiliert und eins geworden mit dem Planeten. Hikari bezweifelte ihre Gastfreundschaft, doch der Aarb beruhigte ihn, denn er wusste, dass der Ursprung des Riesen aus dem Land des Lichts kam, das für die Raumgarnison Organisation berühmt war, die die Galaxis jahrelang beschützte. Fasziniert von der Schönheit des Planeten wollte Hikari davon leben, aber Aarb verbot ihm aufgrund ihrer Prophezeiung von Tsurugi. In der Voraussage würde ihr Planet von einem Weltraummonster angegriffen werden und wenn das passiert wäre, würde ein Held vom Himmel herabkommen, die Rüstung des Lichts anziehen und mit dem Boden von Aarb vereint sein.
Um den Planeten zu retten, flog der Wissenschaftler in den Weltraum und erreichte einen unbekannten Planeten und suchte die Hilfe eines legendären Riesen, um Stärke zu erlangen. Eine vermummte Gestalt testete ihn mit einem Regenschauer und befahl, es zu löschen, als wäre es sein eigenes Herz. Der vermummte Mann enthüllte sich als Ultraman König, als er Hikari den Ritter Brace gab, warnte ihn aber, dass „das reinste Wasser am leichtesten zu verschmutzen ist“.
Als er zum Planeten Aarb zurückkehrte, fand Hikari heraus, dass die Prophezeiung stattfand, als ein Monster den Planeten angriff und es in ein ödes Ödland verwandelte. Aarbs Bewohner versuchten sich zu wehren, aber einige von ihnen waren verbraucht. Hikari ignorierte King’s eigenen Rat und wurde von seinem eigenen Zorn getrieben und attackierte das Monster in einer wütenden Wut, aber sein Mangel an Training als Krieger brachte ihn in einen Nachteil. Das Monster zog sich zurück und ließ Hikari in Verzweiflung zurück, weil er Aarb nicht schützen konnte, bis sich die Geister der gefallenen Bewohner mit ihm assimilierten und sich in den Krieger verwandelten, der als Jäger Ritter Tsurugi bekannt ist. Tsurugi reiste zu zahllosen Planeten und lernte den Namen des Monsters, Bogar, der in zahllose Planeten eingedrungen war und ihre Bewohner verzehrt hatte. Tsurugi folgte dem Monster bald zum nächsten Ziel: der Erde.

### SAGA 2: Test eines Helden
Test eines Helden (Japanisch:勇者の試練)
fand nach Episode 17 der Serie statt.
Nachdem er die Erde verlassen und Mebius mit der Ritterklammer betraut hatte, flog Hikari in den Weltraum und traf auf seiner Reise auf einen Bemstar. Nach dem Verlust von Knight Brace musste er aus eigener Kraft kämpfen. Mitten in der Schlacht erschien Zoffy und rügte Hikari für seine rücksichtslose Entscheidung, das Monster zu bekämpfen. Hikari war einmal gestorben, aber der Wille seines menschlichen Gastgebers, Kazuya Serizawa, war der Grund, dass die Mutter von Ultra ihm ein neues Leben gab. Er erinnerte sich auch daran, wie Mebius auf der Erde gekämpft hatte, weil er von den Herzen der Menschheit gefesselt war, während er einst für seine Unfähigkeit, Aarb zu beschützen, verrückt geworden war und ihn dazu brachte, sein Herz einmal zu verlieren. Obwohl er nicht mehr in die Vergangenheit zurückkehren konnte, hatte er immer noch Leben zu beschützen und so half Zoffy Hikari beim Besiegen des Monsters. Nach der Schlacht bemerkte Hikari einen anderen Bemstar, der auf die Erde zusteuerte. Zoffy sagte jedoch, er solle an Mebius glauben, als Hikari eingeladen wurde, sich der Raumgarnison anzuschließen.
Die Schlacht wurde von Ultraman König beobachtet, als Hikari seinen Glauben bemerkte, dass seine Begegnung mit seinen Freunden ihm half, aus der Dunkelheit zu entkommen.

### SAGA 3: Rückkehr des Lichts
Rückkehr des Lichts (Japanisch:光の帰還)
fand vor der Episode 35 der Serie statt.
Der Vater von Ultra spürte eine bevorstehende Bedrohung auf der Erde. Obwohl er zögerte, Hikari zu schicken, versicherte Zoffy ihm anders und erlaubte dem jungen Krieger zu gehen. Während er auf die Erde zuging, erhielt Hikari von Mebius ein Ultra-Schild, um ihn auf dem Planeten Aarb zu treffen, doch bei seiner Ankunft wurde ein Betrüger entdeckt, der bald den Auftritt von Jäger Ritter Tsurugi annahm und plante, in dieser Form zur Erde zu gehen. Als sein Angebot an Hikari abgelehnt wurde, entpuppte sich der Betrüger als Alien Babarue, der einst den Ultra-Schlüssel aus dem Land des Lichts gestohlen hatte. Während des Kampfes versiegelte Babarue Hikari in einem Eisberg und bot ihm erneut einen Platz unter seinen Flügeln an, ließ ihn jedoch auf dem Planeten sterben, als dieser sich weigerte.
In seinem gefrorenen Zustand wurde Hikari vom Geist Aarbs besucht, der ihm die Kraft gab, sich zu befreien und ihm erneut die Form von Jäger Ritter Tsurugi zu verleihen. Im Gegensatz zu früher, wo seine Ausrüstung die Rüstung der Rache für seine einzige Agenda der Rache genannt wurde, war dies stattdessen die Rüstung des Helden und stimmte mit der Prophezeiung von Tsurugi überein, die vorher vorhergesagt wurde. Hikari nutzte seine neu gewonnene Macht, um Babarue zu besiegen, bevor sich das Alien zurückzog und zur Erde floh. Als Hikari fortging, bemerkte Ultraman König, dass ein neuer Held geboren wurde und erstere als Ultraman anerkannt hatte.

## Produktion
Aufgrund des geringen Budgets der Serie entschied sich die Serie für ihr erstes Cyclorama-Element für einen Chroma-Key-basierten Hintergrund. Yuji Kobayashi stellte fest, dass das Element der Nebengeschichte auf dem Star-Wars-Film basiert, während Hikaris Herangehensweise an den Vater von Ultra mit der des Superman-Films von 1978 verglichen wird.

## Stimmensatz
- Ultraman Hikari (Japanisch:ウルトラマンヒカリ): Keiichi Nanba
- Ultraman König (Japanisch:ウルトラマンキング), Ausländer Babarue (Japanisch:ババルウ星人): Motomu Kiyokawa
- Zoffy (Japanisch:ゾフィー): Hideyuki Tanakaf
- Vater von Ultra (Japanisch:ウルトラの父): Tokuma Nishioka
- Mutter von Ultra (Japanisch:ウルトラの母): Masako Ikeda
- Aarb (Japanisch:アーブ): Yuko Ogura
- Mysteriöser Alter Mann (Japanisch:謎の老人): Kōichi Toshima

## Endthema
Radiance ~ Ultraman Hikaris Thema (Japanisch:Radiance～ウルトラマンヒカリのテーマ～)
- - Lyrics / Komposition: Hideaki Takatori
  - Arrangement: Hiroaki Kagoshima
  - Künstler: Project DMM